# Mỏ bạc Iwami Ginzan
Mỏ bạc Iwami Ginzan (石見銀山) là một mỏ bạc ngầm nằm ở thành phố Ōda, Shimane, Honshū, Nhật Bản. Nó là mỏ bạc lớn nhất trong lịch sử Nhật Bản, đã từng hoạt động trong gần 400 năm, từ khi phát hiện ra bạc vào năm 1526 cho đến khi đóng cửa vào năm 1923. Mỏ và các cấu trúc của nó cùng cảnh quan văn hóa xung quanh được UNESCO công nhận là Di sản thế giới vào năm 2007.
Người ta ước tính rằng Nhật Bản đã sản xuất khoảng 1/3 lượng bạc của thế giới trong thời kỳ cao điểm vào thế kỷ XVI, và lượng bạc được sản xuất tại mỏ bạc này chiếm một phần lớn trong số đó. Mỏ bạc còn được gọi là Omori Ginzan, và vào đầu thời kỳ Edo, nó còn được gọi là Sama Ginzan. Sau thời kỳ Minh Trị, quặng đồng được khai thác để thay thế bạc đã cạn kiệt.

## Lịch sử
Mỏ bạc được phát hiện và phát triển vào năm 1526 bởi Kamiya Jutei, một thương nhân Nhật Bản. Sau đó, Jutei giới thiệu một kiểu khai thác bạc của triều đại Joseon (Bán đảo Triều Tiên) sau đó phát triển thành phương pháp khai thác bạc Haifukiho. Mỏ đạt sản lượng cao nhất vào đầu những năm 1600, với khoảng 38 tấn bạc mỗi năm, sau đó là 1/3 sản lượng của thế giới.
Bạc từ mỏ đã được sử dụng rộng rãi để làm tiền kim loại ở Nhật Bản. Nó đã được các lãnh chúa tranh giành gay gắt cho đến khi Mạc phủ Tokugawa giành quyền kiểm soát nó sau Trận Sekigahara vào năm 1600. Sau đó nó được bảo vệ bằng hàng rào và che chắn bởi những hàng thông. Lâu đài Yamabuki được xây dựng ở trung tâm của khu phức hợp khai thác mỏ.
Sản xuất bạc từ mỏ xuống dốc vào thế kỷ 19, vì nó gặp khó khăn trong việc cạnh tranh với các mỏ khác ở khắp nơi trên thế giới. Cùng với đó là các kim loại thay thế khác, chẳng hạn như đồng sau đó đã thay thế bạc làm vật liệu chính. Mỏ cuối cùng đã bị đóng cửa vào năm 1923 và trở thành nhà bảo tàng.

## Ảnh hưởng
Mỏ bạc Iwami Ginzan đóng một vai trò quan trọng trong thương mại Đông Á, nơi bạc là một loại tiền tệ chủ chốt. Ở châu Âu và Trung Quốc, Iwami Ginzan đã được biết đến như mỏ bạc lớn nhất có thể so sánh với mỏ Cerro Rico nổi tiếng của Potosí của Phó vương quốc Peru dưới thời thuộc địa Tây Ban Nha, một Di sản thế giới khác của Bolivia.
Bạc khai thác tại Iwami Ginzan được xuất ra nước ngoài bởi chất lượng rất cao, được biết đến như một trong những thương hiệu bạc của Nhật Bản, được bán dưới dạng "Soma bạc". Tên bắt nguồn từ làng Sama (Soma), nằm trong khu mỏ đó. Bạc này được xếp hạng giao dịch tín dụng cao nhất ở Đông Á. Từ thế kỷ 17, các đồng bạc được làm từ quặng bạc ở mỏ được giao dịch không chỉ là một trong những loại tiền tệ cơ bản tại Nhật Bản, mà còn là đồng tiền giao dịch với Trung Quốc, Bồ Đào Nha (cuối thế kỷ 16) và Hà Lan (thế kỷ 17).
Sự thịnh vượng của khu mỏ có thể được thấy rõ bằng dấu hiệu của nó trên bản đồ của thời kỳ là "Vương quốc Mỏ bạc". Với tiến trình định hướng, các Quốc vương Tây Âu đã giành được nhiều tấm bản đồ được thu thập từ các nền văn minh Hồi giáo, và sau đó phát triển thành bản đồ của riêng họ. Một hạm đội giao dịch sử dụng bản đồ đi qua Ấn Độ, Trung Quốc sang Nhật Bản, để bán hàng hóa châu Âu đổi lấy bạc Nhật Bản. Các lãnh chúa phong kiến kiểm soát mỏ tích cực giao dịch với người châu Âu.

## Di sản thế giới

Ryūgen-ji (hầm mỏ)

Các phần của thị trấn mỏ vẫn còn được bảo tồn tốt và Chính phủ Nhật Bản đã xếp hạng nó là một khu bảo tồn đặc biệt cho các nhóm tòa nhà lịch sử vào năm 1969. Hội đồng Di tích và Di chỉ Quốc tế (ICOSMOS) không thấy giá trị bao quát nổi bật. Nhưng trong đánh giá kết luận báo cáo thì Iwami Ginzan là một ứng cử viên sáng giá cho danh hiệu Di sản thế giới của UNESCO trong tương lai. Đề xuất rằng, việc đề cử được hoãn lại trong thời gian này để có thể tiến hành nghiên cứu thêm về giá trị của tài sản. Và nó đã thành công khi được công nhận vào năm 2007 khi UNESCO đưa khu mỏ và cảnh quan văn hóa xung quanh vào danh sách Di sản thế giới.
Sự phát triển của một mỏ bạc lớn thường đòi hỏi số lượng lớn về gỗ xẻ được khai thác từ các khu rừng xung quanh. Tuy nhiên, sự phát triển Mỏ bạc Iwami Ginzan khiến việc chặt phá rừng và xói mòn ít hơn do kiểm soát chặt chẽ việc khai thác gỗ, và cũng ít ô nhiễm đất và nguồn nước hơn. Đó là một trong những lý do mà Mỏ bạc Iwami Ginzan được chọn là Di sản thế giới. Nó cũng được tuyên bố vào năm 2007 là một trong 100 địa điểm địa chất lớn nhất của Nhật Bản.

### Tính năng
Các phần cấu thành nên Di sản thế giới này bao gồm:
- Khu vực khai thác mỏ Iwami Ginzan với mỏ và khoảng 600 lỗ thông gió
- Các địa điểm xử lý quặng bạc, khu hành chính, dân cư và tôn giáo có liên quan
- Ba lâu đài lịch sử được xây dựng vào thế kỷ 16 để bảo vệ khu mỏ
- Ba cửa vận chuyển bạc
- Các tuyến đường giao thông

### Hình ảnh

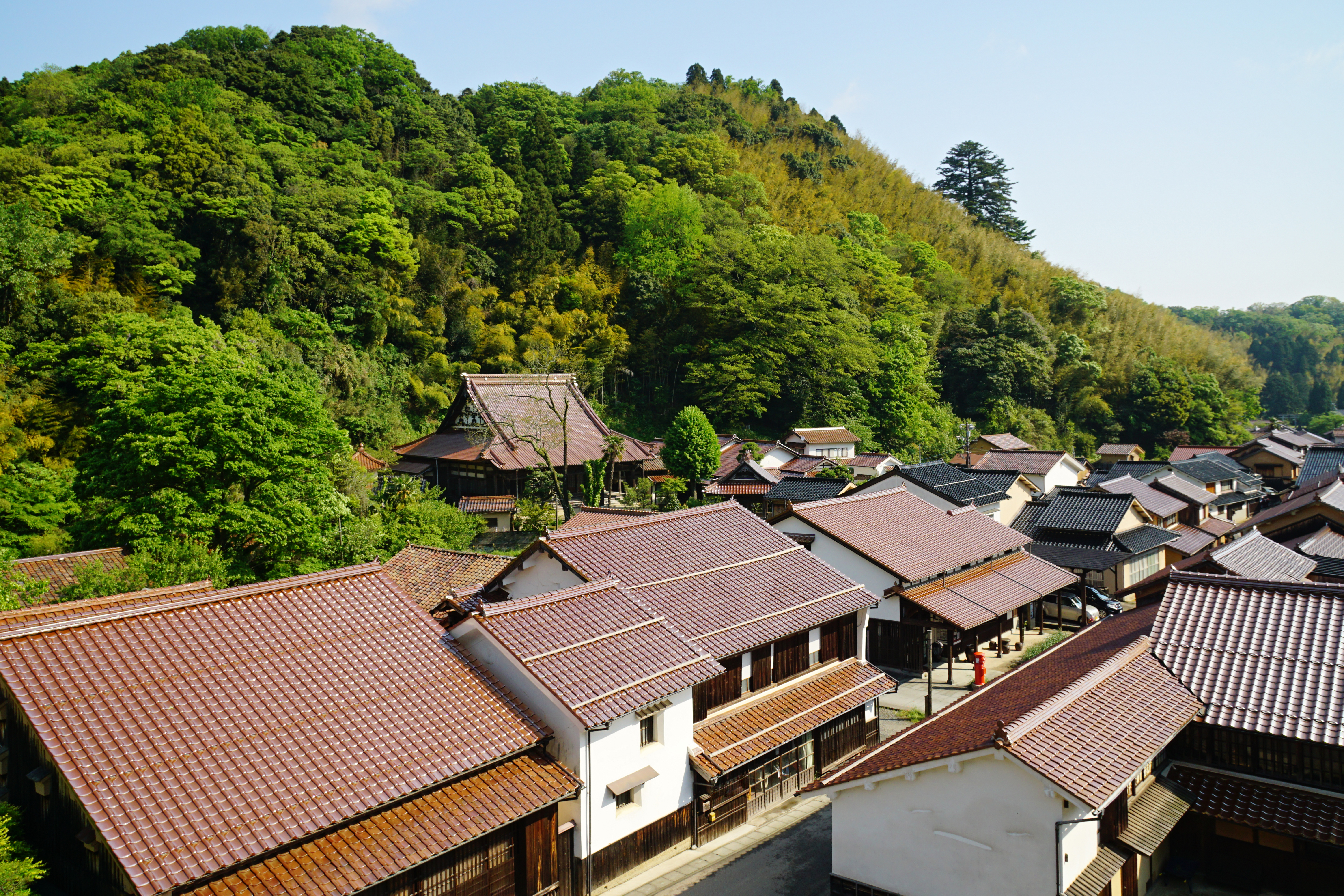
Lang Ōmori Ginzan
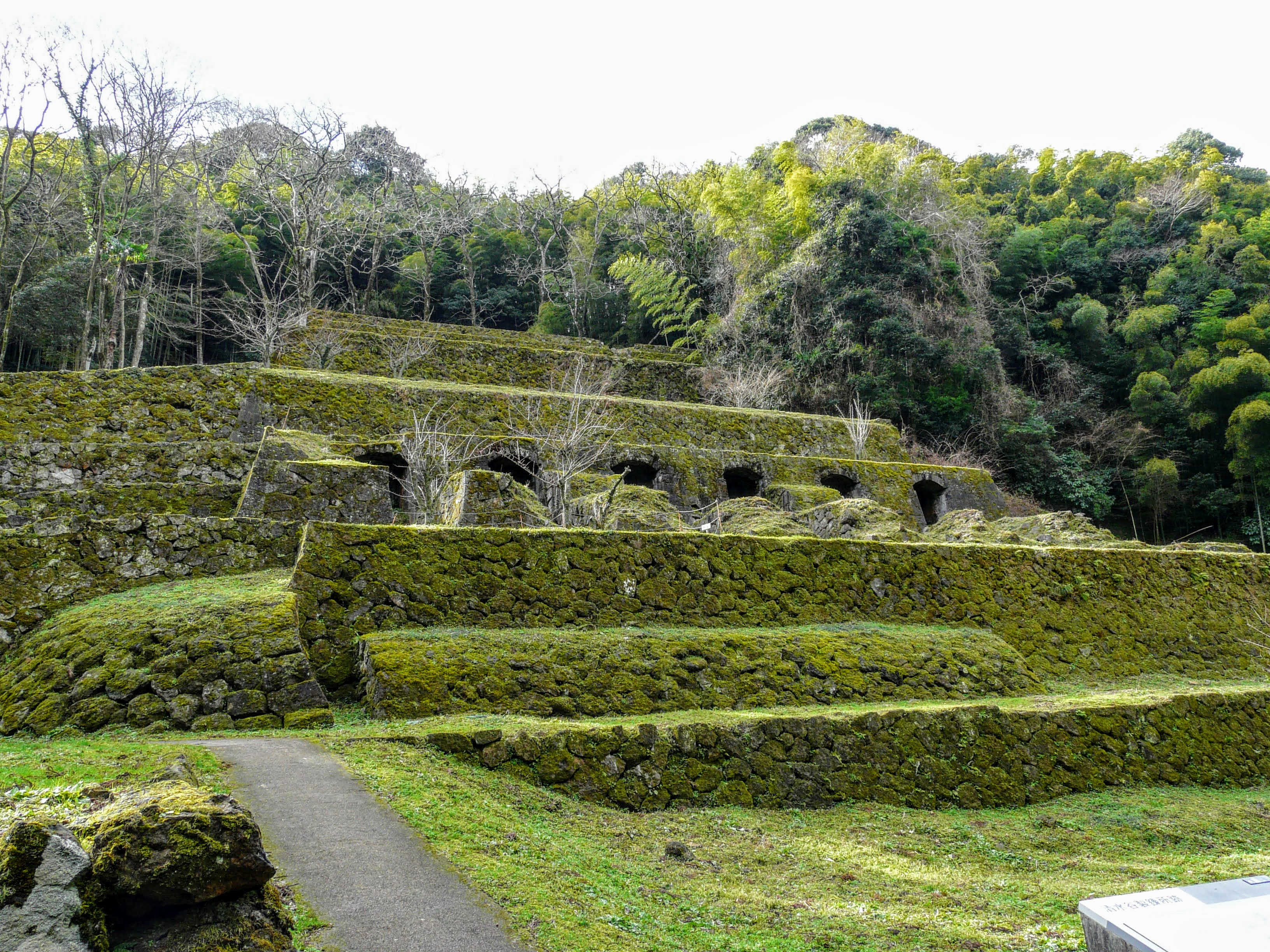
Mỏ bạc Iwami Ginzan: tàn tích của xưởng luyện bạc Shimizudani
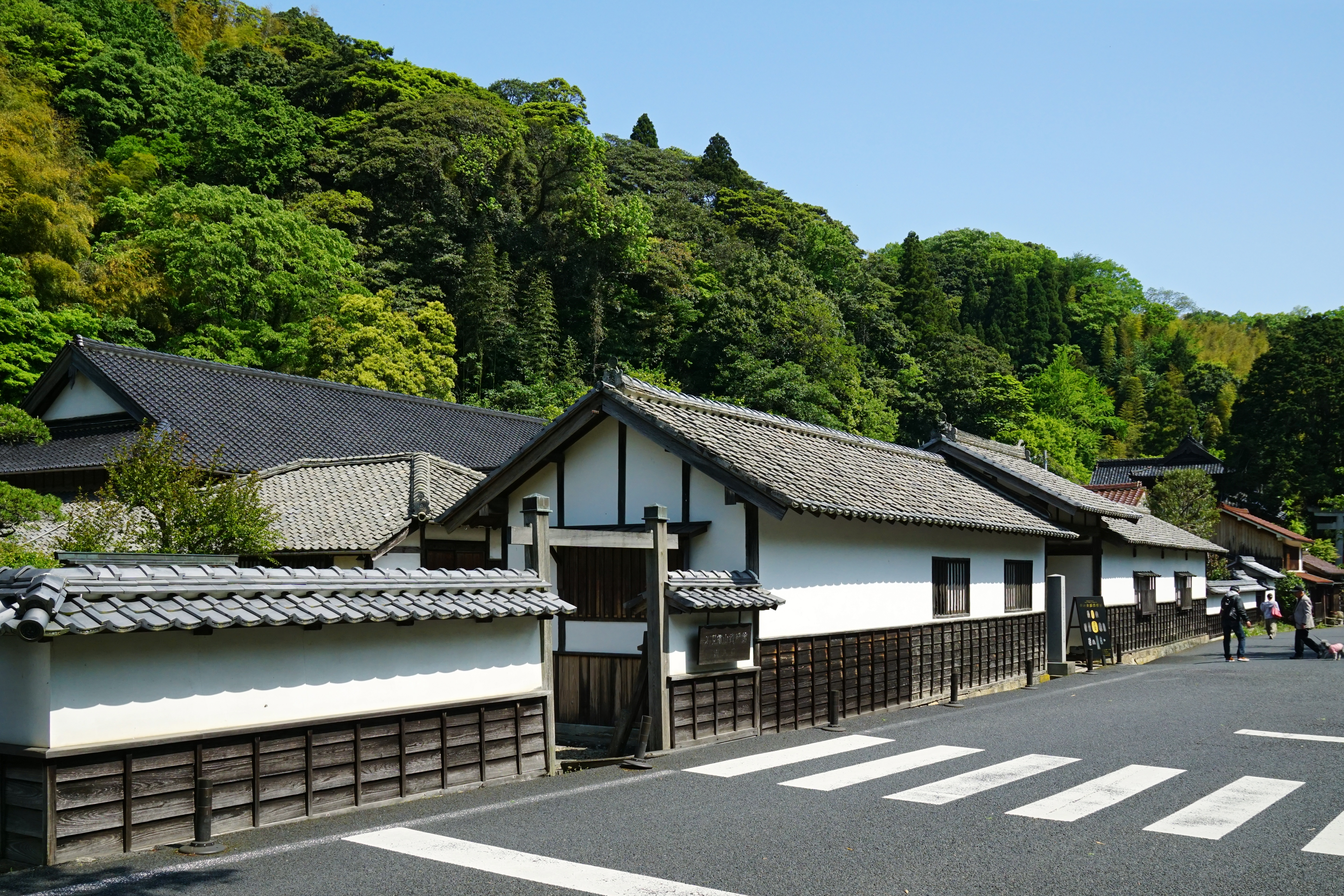
Daikansho (Tàn tích của văn phòng thống đốc tỉnh Oomori)
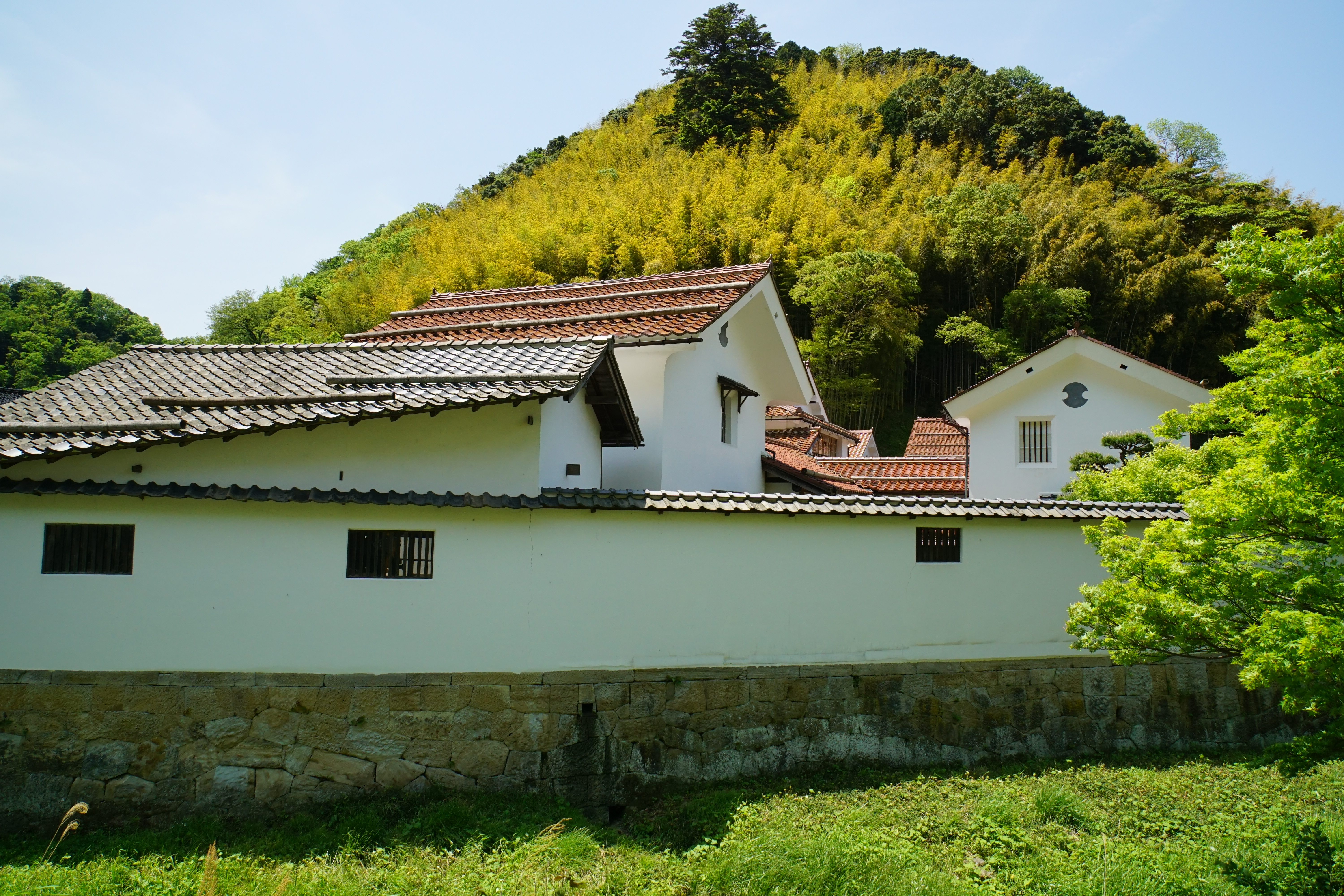
Nhà của gia tộc Kumagai
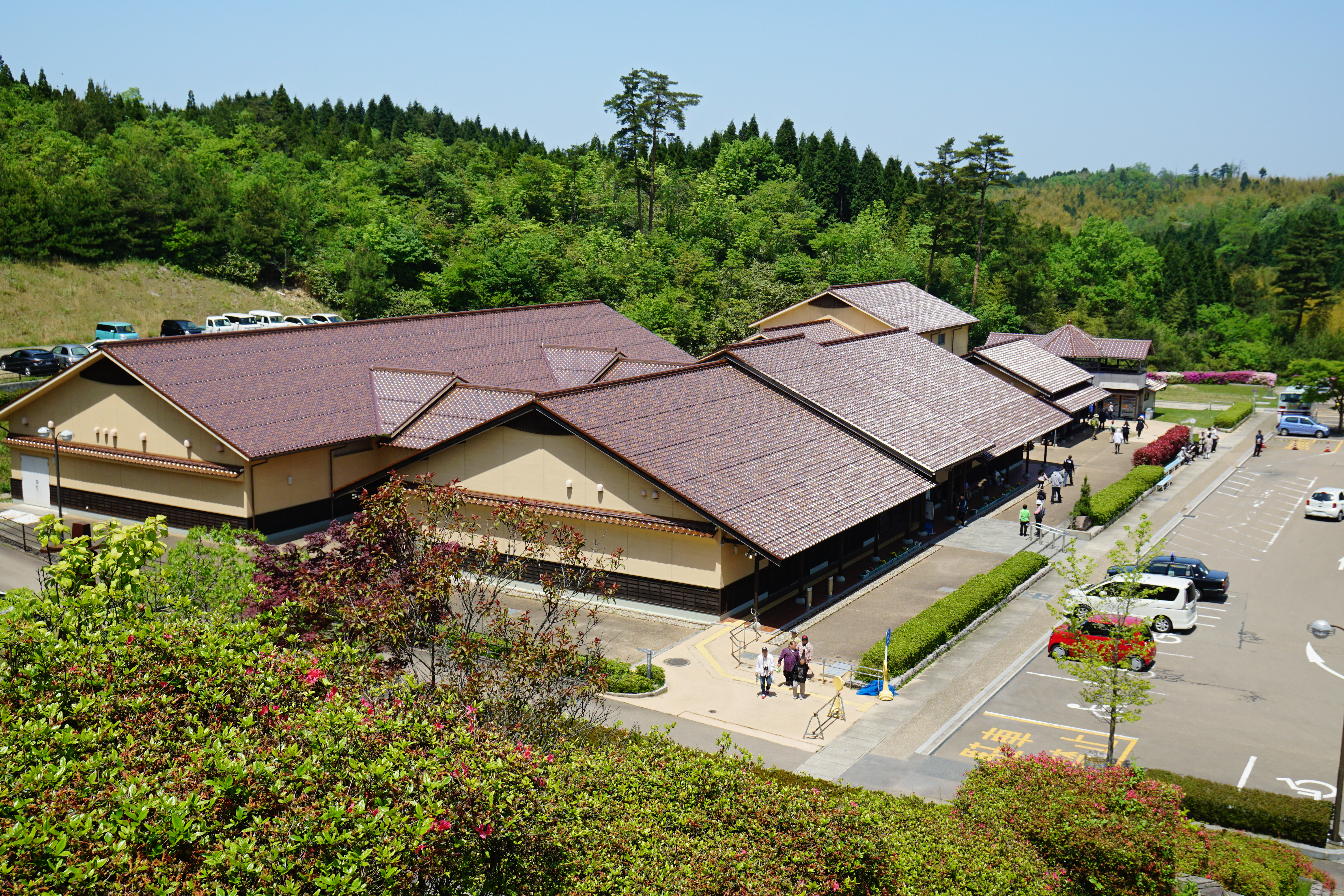
Trung tâm Di sản thế giới Iwami Ginzan